# Blu Savoia
Il blu Savoia, o azzurro Savoia, è una gradazione di blu di saturazione compresa fra il blu pavone e il pervinca, più chiaro del blu pavone.
Deve il suo nome al fatto di essere il colore di Casa Savoia, dinastia regnante in Italia dal 1861 al 1946. 
Divenuto colore nazionale con l'unità d'Italia (1861), il suo uso è continuato anche dopo la nascita della Repubblica Italiana (1946).
Una bordatura di colore blu savoia fu infatti inserita sull'orlo dello stendardo presidenziale italiano e l'utilizzo della sciarpa azzurra per gli ufficiali delle forze armate italiane, per i presidenti delle province durante le cerimonie ufficiali e della maglia azzurra per le squadre nazionali sportive italiane fu mantenuto anche in epoca repubblicana.

## Origine storica

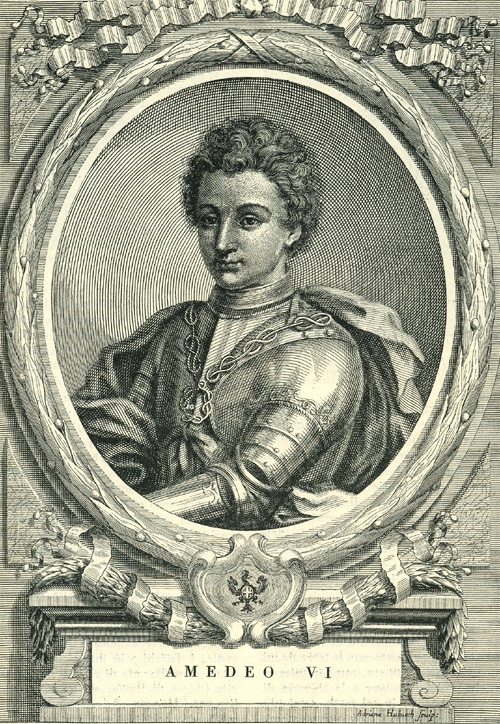
Amedeo VI di Savoia.

L'origine del colore sembra risalire al 20 giugno 1366 quando Amedeo VI di Savoia, prima di partire per una crociata voluta da papa Urbano V e organizzata per prestare aiuto all'imperatore bizantino Giovanni V Paleologo, cugino di parte materna del conte sabaudo, volle che sulla nave ammiraglia della flotta di 17 navi e 2000 uomini, una galea veneziana, sventolasse, accanto allo stendardo rosso-crociato in argento dei Savoia, una bandiera azzurra:
(Luigi Cibrario)
Il colore ha quindi un'implicazione mariana, benché non sia certo se l'uso di vessilli azzurri sia ascrivibile ad Amedeo VI o sia altresì precedente.
In ogni caso le più antiche bandiere sabaude documentate, risalenti al 1589, presentano i colori rosso, bianco (ovvero i colori dello stemma della dinastia) e azzurro.
Quest'ultimo colore acquisì nel tempo prevalenza fino a diventare il colore nazionale italiano.

## Gli utilizzi

Lo stendardo reale italiano

Lo stendardo presidenziale italiano

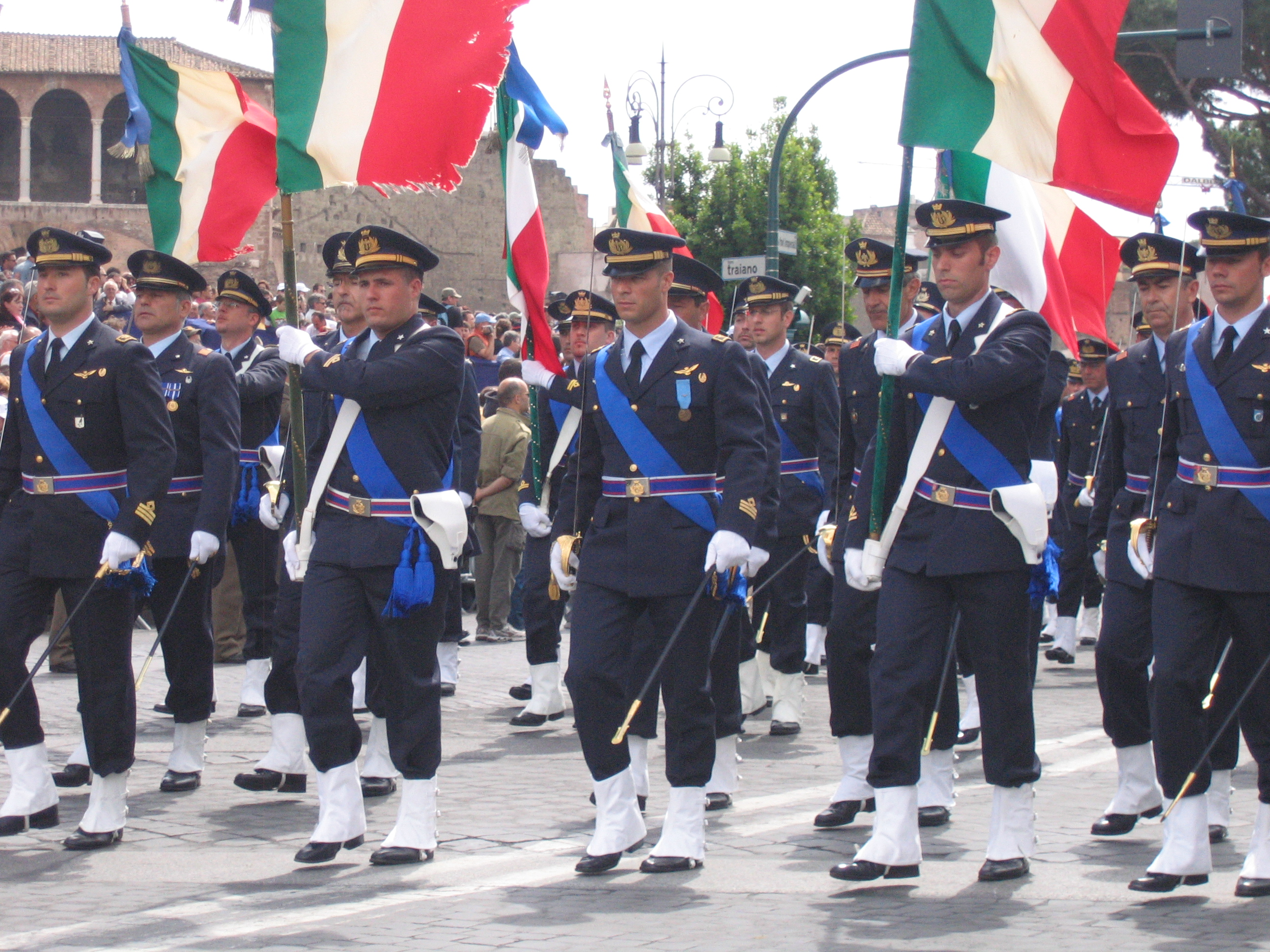
Ufficiali dell'Aeronautica Militare in sciarpa azzurra

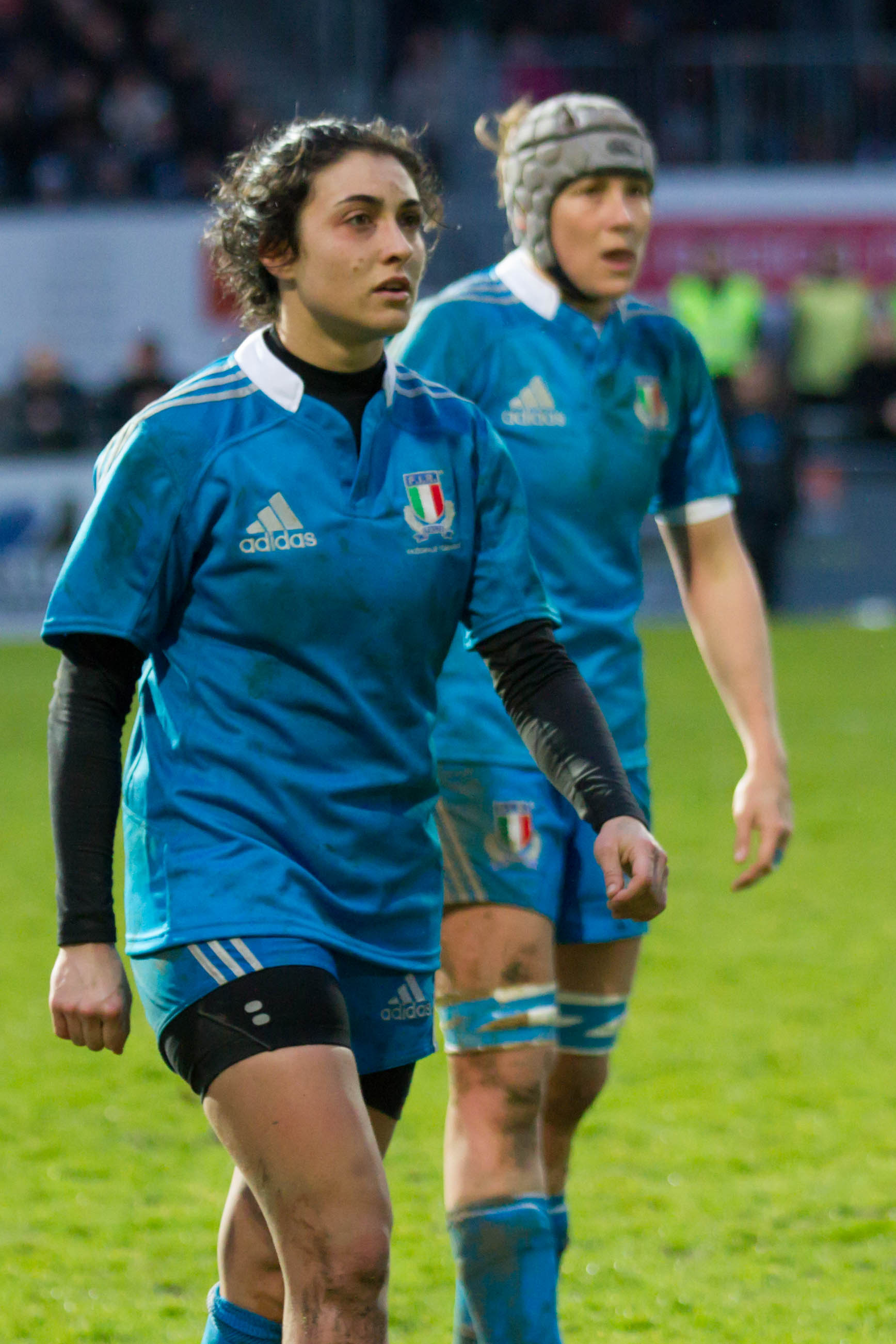
Debora Ballarini e Silvia Gaudino con la maglia della nazionale femminile di rugby

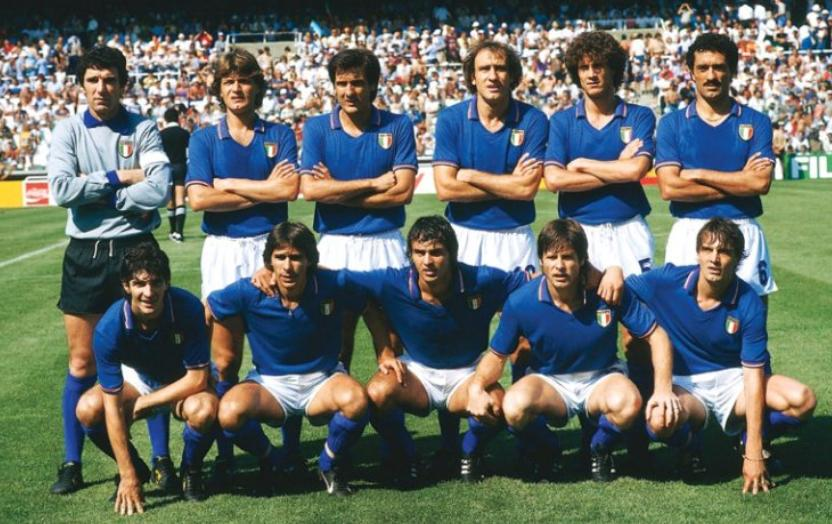
Formazione della nazionale calcistica italiana al

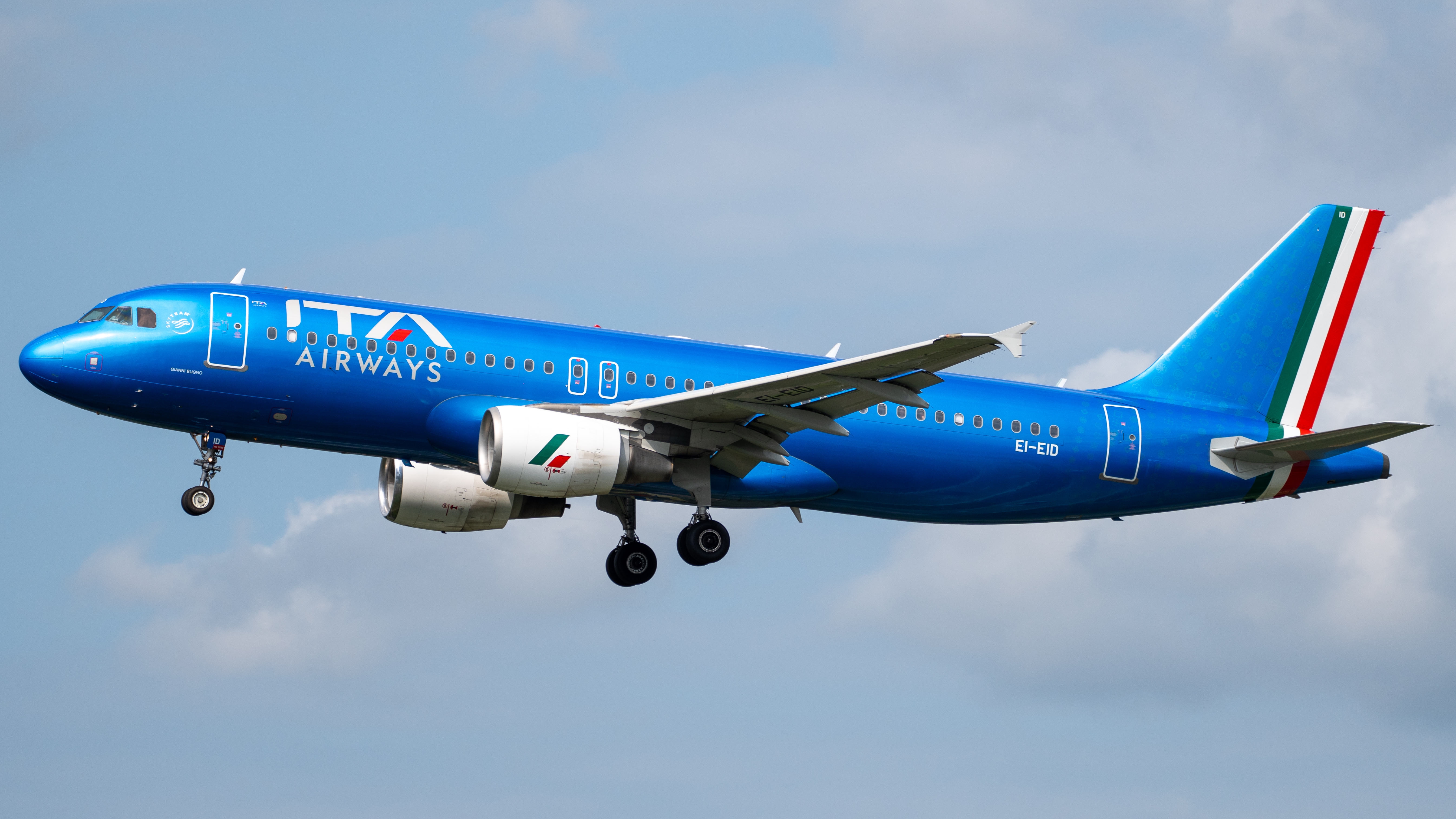
Airbus A320-200 EI-EID nella livrea azzurra della compagnia di bandiera italiana ITA Airways

Facendo riferimento al culto mariano, i nastri dell'Ordine dell'Annunziata (massima insegna cavalleresca di Casa Savoia e del regno d'Italia), erano di colore azzurro; azzurri, anche in epoca repubblicana, sono altresì i nastri delle decorazioni al valor militare (medaglia d'oro, d'argento, di bronzo e la croce di guerra).
In seguito, anche per gli ufficiali fu previsto nel corredo una sciarpa blu vestita ad armacollo passante sulla spalla destra e annodata sul fianco sinistro.
Nel 1572 tale uso venne reso obbligatorio per tutti gli ufficiali dal duca Emanuele Filiberto.
Attraverso diverse trasformazioni, la sciarpa blu Savoia è tuttora la principale insegna di grado degli ufficiali delle forze armate italiane, che la vestono sia in servizi di cerimonia che, talora, di guardia. 
Altri usi in epoca repubblicana del colore sono il bordo dello stendardo presidenziale italiano (il blu, in araldica, significa "legge" e "comando") nonché sulle bandiere istituzionali di alcune primarie cariche pubbliche (presidente del Consiglio, Ministro e sottosegretari della difesa, alti gradi della Marina e dell'Aeronautica Militare), nonché sulla fascia distintiva dei presidenti delle province d'Italia, sulla coccarda italiana azzurra e sui velivoli utilizzati dalle Frecce Tricolori. Dal 2021, inoltre, l'azzurro è stato scelto come colore per la livrea degli aerei della compagnia di bandiera italiana ITA Airways.
In ambito sportivo, l'azzurro Savoia contraddistingue la quasi totalità delle tenute degli atleti che rappresentano l'Italia a livello internazionale in qualsiasi disciplina: l'origine dell'uso di tale colore risale al 6 gennaio 1911, quando la nazionale di calcio affrontò a Milano l'Ungheria.
Il termine maglia azzurra ormai rappresenta per metonimia l'apparizione internazionale per l'Italia, e gli atleti che rappresentano il Paese sono chiamati Azzurri. 
Non esiste una codifica cromatica univoca delle maglie azzurre, tanto che la tonalità dell'azzurro è variata storicamente nel tempo sia nell'ambito della stessa squadra nazionale sia, per esempio, nella stessa epoca storica tra squadre nazionali di differenti discipline.

### Esplicative
1. ↑  Eccetto che negli sport automobilistici, dove il colore assegnato all'Italia è tradizionalmente il rosso corsa, e in altre discipline come ciclismo e sport invernali, che sovente fanno uso del bianco.

### Bibliografiche
1. ↑  Grossmann.
2. ↑  Martinelli, p. 45.
3. ↑  De Sonnaz.
4. ↑  Martinelli, p. 46.
5. ↑  Martinelli, p. 48.
6. 1 2 3 4   Luigi Atzori, Azzurri - origine del colore della nazionale, su aserramanna.it, 29 luglio 2012.
7. ↑   Luigi Atzori, Azzurri – origine del colore della nazionale, su aserramanna.it, 29 luglio 2012. URL consultato il 18 marzo 2016.
8. ↑  Decreto legislativo 18 agosto 2000, n. 267, articolo 50, in materia di "Testo unico delle leggi sull'ordinamento degli enti locali"
9. ↑  Marchesini, p. 317.
10. ↑   La maglia azzurra nei suoi 100 anni di storia: tutte le divise dell'Italia, su passionemaglie.it. URL consultato il 20 febbraio 2016.
11. ↑   Il nuovo marchio della Regione Piemonte (PDF), su regione.piemonte.it, Regione Piemonte (archiviato dall'url originale il 3 marzo 2011).